# Yamada (Iwate)
Yamada (山田町?) è una cittadina giapponese della prefettura di Iwate.